# Incarum pavonii
Incarum pavonii E.G.Gonç. – gatunek ziemnopączkowych roślin zielnych, z monotypowego rodzaju Incarum, z plemienia Spathicarpeae w rodzinie obrazkowatych, wyodrębniony w 2005 roku z rodzaju Asterostigma. Pochodzi z peruwiańskiej, boliwijskiej i ekwadorskiej części Andów, gdzie zasiedla zbocza i kotliny górskie na wysokości od 1200 do 3300 m n.p.m. Nazwa naukowa rodzaju została utworzona na cześć cywilizacji Inków i pochodzi od słów inca (ang.) i Arum (łac.).

## Morfologia
ŁodygaRoślina tworzy podziemną bulwę pędową, okrągłą lub półokrągłą, o wymiarach 5–7×3,5–5 cm, z wieloma bulwami przybyszowymi.
LiścieLiść właściwy pojedynczy, wzniesiony. Ogonek z bardzo krótką pochwą, o długości od 21 do 45 cm i średnicy do 1 cm. Blaszka liściowa o jajowatym konturze, pierzastozłożona, o wymiarach 25–30×30–45 cm. Listki o długości do 20 cm i szerokości do 6 cm, jajowato-lancetowate. Nerwacja siatkowata.
KwiatyRoślina jednopienna. Kwiatostan, typu kolbiastego pseudancjum, pojawia się przed liściem, pojedynczo lub w parze. Szypułka krótsza od ogonka liściowego, o długości od 10 do 35 cm. Pochwa kwiatostanu o wymiarach 4-9×2–3 cm wzniesiona, łódkokształtna, zwężona pośrodku i lekko skręcona w dolnej części, zielona z zewnątrz i purpurowa wewnątrz. Kolba o długości do 6 cm, u podstawy w jednej czwartej swojej długości zrośnięta z pochwą. Kwiaty żeńskie ścieśnione, zajmują odcinek do 1,4 cm. Bezpośrednio po nich następują dwu- lub trzypręcikowe kwiaty męskie, zajmujące fragment kolby o długości do 4,5 cm. Wyrostek kolby zaokrąglony. Kwiaty żeńskie otoczone przez od 4 do 6 wolnych zespołów pręcików, z mocno brodawkowatymi, białymi wierzchołkami. Zalążnia jajowata, 4–5-komorowa. Każda komora zawiera u podstawy pojedynczy, ortotropowy zalążek. Główki pręcików przyrośnięte tylko u podstawy. Znamiona słupka w kształcie gwiazdy, czerwonawe. Pylniki okrągłe, z podłużną szczeliną na koniuszku. Pyłek bezotworowy, kulisty do eliptycznego.
OwoceGęsto położone, żółto-zielone, mięsiste jagody, lekko eliptyczne o średnicy do 1,4 cm. Nasiona z gładką łupiną.
GenetykaLiczba chromosomów 2n = 34.